# Chaumont (Berg)
Der Chaumont ist ein langgezogener, an seiner höchsten Stelle 1180 m ü. M. hoher Bergkamm im Kanton Neuenburg der Schweiz. Er gilt als Hausberg der Stadt Neuenburg.
Auf dem Chaumont befindet sich die gleichnamige Ortschaft mit der Postleitzahl 2067, die zur Gemeinde Neuenburg gehört.

## Lage
Der Chaumont gehört zum Faltenjura und ist Teil der südöstlichsten Jurakette, die steil gegen das Schweizer Mittelland hin abfällt. Der Kamm des Chaumont erstreckt sich zwischen dem Neuenburgersee im Süden, der Schlucht des Seyon im Westen und dem Val de Ruz im Norden; im Nordosten ist er mit dem Chasseral verbunden. Die Hänge des Chaumont sind mit Tannen-, Fichten- und Buchenwald bedeckt, auf dem Bergrücken findet man Weiden aber auch zahlreiche Wochenend- und Ferienhäuser, oft im Chaletstil.

## Erschliessung
Von Neuenburg ist der Chaumont durch eine Strasse und eine Standseilbahn erschlossen (Funiculaire de Chaumont). Die Standseilbahn, deren Talstation sich am östlichen Stadtrand von Neuenburg befindet, überwindet innerhalb zwei Kilometer eine Höhendifferenz von etwa 550 m. Der Bereich der Bergstation bietet Aussicht auf die Jurarandseen, bei klarem Wetter reicht die Sicht bis zu den Hochalpen. Neben der Bergstation befindet sich einer der ältesten Aussichtstürme aus Beton aus dem Jahr 1912.
Auf dem Chaumont steht eine Messstation des Nationalen Beobachtungsnetzes für Luftfremdstoffe (NABEL), welche hier die Luftverschmutzung (z. B. Stickstoffdioxid, Ozon, Feinstäube) an einem erhöht gelegenen, ländlichen Standort in der Schweiz aufzeichnet.

## Klima
Für die Normalperiode 1991–2020 beträgt die Jahresmitteltemperatur 6,8 °C, wobei im Januar mit −0,9 °C die kältesten und im Juli mit 15,3 °C die wärmsten Monatsmitteltemperaturen gemessen werden. Im Mittel sind hier rund 109 Frosttage und 38 Eistage zu erwarten. Sommertage gibt es im Jahresmittel rund 8, während statistisch gesehen alle 10 Jahre mit einem Hitzetag zu rechnen ist. Die Messstation von MeteoSchweiz liegt auf einer Höhe von 1136 m ü. M.
|                        | Jan  | Feb  | Mär  | Apr  | Mai  | Jun  | Jul  | Aug  | Sep  | Okt  | Nov  | Dez  |   |       |
| Mittl. Temperatur (°C) | −0,9 | −0,8 | 2,4  | 5,7  | 9,6  | 13,2 | 15,3 | 15,1 | 11,2 | 7,5  | 3,0  | 0,1  | ⌀ | 6,8   |
| Mittl. Tagesmax. (°C)  | 1,6  | 2,1  | 5,5  | 9,4  | 13,6 | 17,5 | 19,6 | 19,1 | 14,6 | 10,6 | 5,6  | 2,5  | ⌀ | 10,2  |
| Mittl. Tagesmin. (°C)  | −3,4 | −3,5 | −0,5 | 2,6  | 6,4  | 9,8  | 11,7 | 11,6 | 8,2  | 4,8  | 0,4  | −2,5 | ⌀ | 3,8   |
|                        |      |      |      |      |      |      |      |      |      |      |      |      |   |       |
| Niederschlag (mm)      | 102  | 87   | 84   | 84   | 110  | 108  | 107  | 121  | 94   | 106  | 104  | 129  | Σ | 1236  |
|                        |      |      |      |      |      |      |      |      |      |      |      |      |   |       |
| Regentage (d)          | 11,9 | 10,9 | 11,3 | 10,1 | 12,6 | 11,8 | 11,4 | 11,1 | 9,7  | 11,6 | 11,8 | 12,9 | Σ | 137,1 |
|                        |      |      |      |      |      |      |      |      |      |      |      |      |   |       |
| Luftfeuchtigkeit (%)   | 83   | 80   | 77   | 73   | 75   | 75   | 73   | 76   | 81   | 84   | 84   | 83   | ⌀ | 78,7  |

| −3,4 |

| −3,5 |

| −0,5 |

| 2,6 |

| 6,4 |

| 9,8 |

| 11,7 |

| 11,6 |

| 8,2 |

| 4,8 |

| 0,4 |

| −2,5 |

| −3,4 |

| −3,5 |

| −0,5 |

| 2,6 |

| 6,4 |

| 9,8 |

| 11,7 |

| 11,6 |

| 8,2 |

| 4,8 |

| 0,4 |

| −2,5 |